# 役に立たない機械

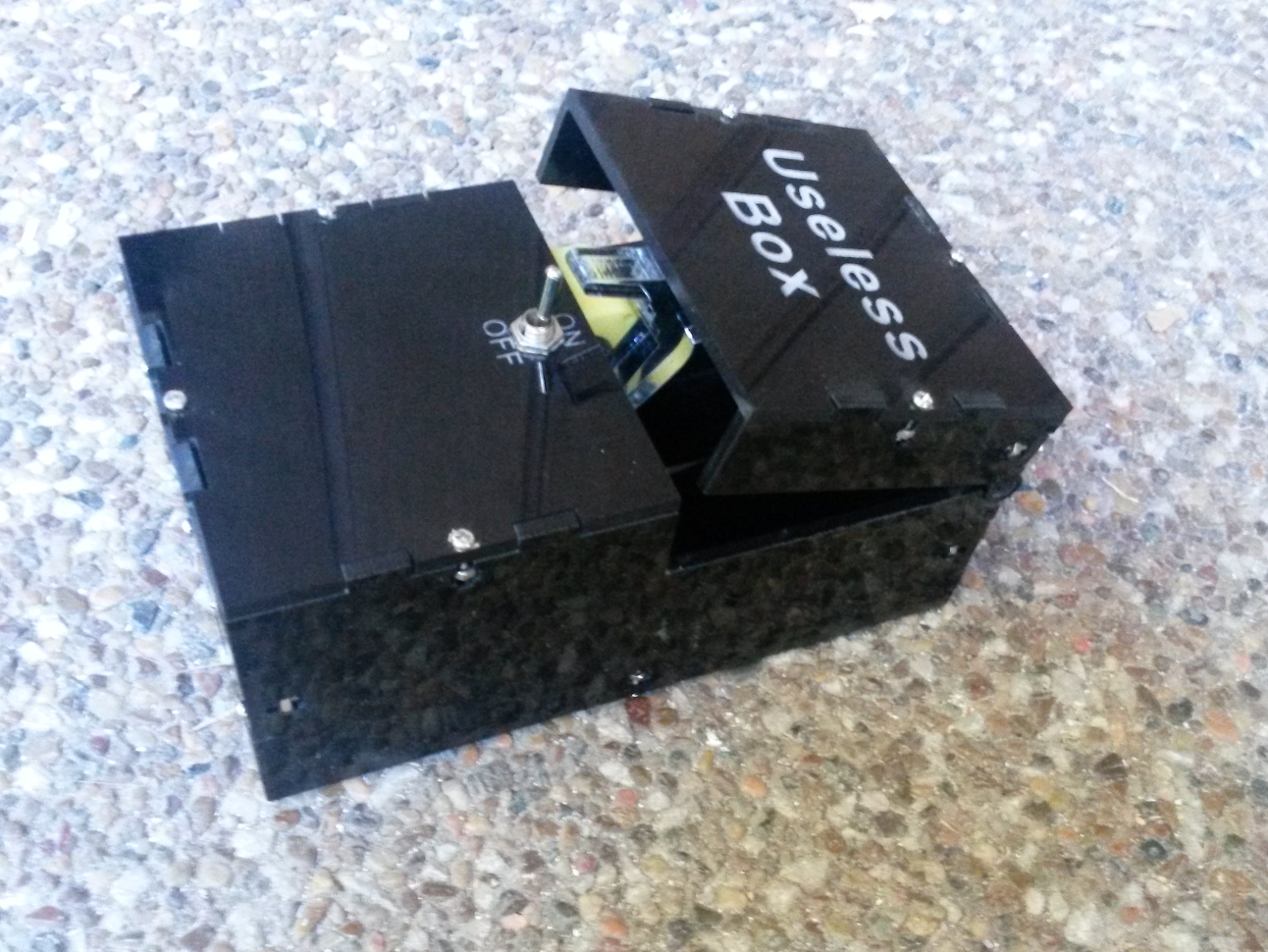
自分で自分のスイッチを切る「役に立たない機械」

役に立たない機械（やくにたたないきかい、useless machine）とは、何らかの機能だけがあって直接の用途がない装置のことである。エンジニア的な「ハック」（そぎ落とすこと）の面白さや知的なユーモアの極致として、哲学的な主張がこめられているともいえる。何の機能もなかったり、そもそも正常に動作しない場合は、本項の意味での「役に立たない機械」とはみなされない。
「役に立たない機械」として最も有名なのはマーヴィン・ミンスキーのアイディアに影響を受けた装置だろう。ミンスキーの機械は、スイッチを入れると機械自身がそのスイッチをオフにするという、ただ一つの機能しか持たない。もっと凝った仕掛けがあったり、単なるノベルティ的なおもちゃのようなものであっても、根底にあるのはこのシンプルな「役に立たない機械」の思想である場合がある。
コロンビア大学教授のリディア・H・リウは、2010年の著書『歓喜のロボット』のなかで、役に立たない機械が表現するのは「フロイトによって死の欲動と命名された無意識における根本問題への直観的な理解である」と述べている。

## 歴史
イタリアの芸術家ブルーノ・ムナーリは1930年代に「役に立たない機械」 (macchine inutili) シリーズの製作を始めた。ムナーリは第三世代のフトゥリストであり、第一世代のような技術へのあくなき情熱はあわせもっていなかった。むしろ芸術性をもった非生産的な機械をつくることで、世界が機械によって支配されるという脅威に立ち向かおうとしたのである。
| 「                                                                               | 芸術家はこの危機から人間を救うことのできる唯一の存在である。芸術家は機械に関心を持たなければならない。ロマンティックな絵筆を捨て、埃まみれのパレットやカンバス、イーゼルを捨てなければならない。機械を解剖し、機械の言語、本質を理解していかなければならない。その機能が屈折した形で果たされるように機械を再設計し、芸術家一人一人の手段によって機械それ自体との芸術作品をつくりあげるのである。 | 」 |
| —requotation from Andreas Broeckmann（Machine Art in the Twentieth Centuryより） | |    |

一方、情報理論において有名になった「役に立たない機械」は、マサチューセッツ工科大学 (MIT) の教授で人工知能研究の草分けであるマーヴィン・ミンスキーが発明したといわれる装置のことである。箱についている地味なスイッチを「オン」にすると、箱の中から手かレバーが現れ、スイッチを「オフ」にしてまた箱の中に消える。この装置をミンスキーが考えついたのは、ベル研究所の大学院生であった1952年だとされる。彼は自分の発明品を「究極の機械」と名付けたが、この表現そのものはあまり有名にはならなかった。この装置は「ほっといてよボックス」("Leave Me Alone Box") とも呼ばれている。
ミンスキーのベル研究所時代の指導教員は、情報理論のパイオニアであるクロード・シャノンだった。シャノンもまた、自己流で同じような機械をつくっていた。彼が机のうえに出していたこの装置に目をとめ、そのコンセプトに魅了されて次のように書いたのが、SF作家のアーサー・C・クラークである。いわく「自身のスイッチをオフにすること以外には何もー本当にまったく何もーしない機械というのは、いいようがないほどに何とも邪悪だ」と。
ミンスキーは「重力を利用した機械」もつくっている。これは重力定数が変わるとベルが鳴るものである…が、理論的な可能性からいえばそれが起こることは当面は期待できない。
一方、これまたSF作家の星新一は、自分のスイッチを切るだけの機能しか持たないように見える機械を扱った作品、「ひとつの装置」を執筆している。ただし、これはヒトがスイッチらしきものを押さずにはいられない習性があることを利用した物語だった。

## 商業化
1960年代に、ノベルティトイのメーカーである「キャプテン・コー」("Captain Co.")は『ブラックボックスのモンスター』を販売していた。このおもちゃは、何の変哲もないプラスチックの箱の中から機械の手が現れて、トグルスイッチを切り変え、自分を「オフ」にするというものだった。この手の玩具は、シットコムのアダムス・ファミリーに登場する、肉体をもたない手そのもののキャラクター「シング」に多少なりとも影響を受けている。様々なバージョンがつくられているが、そのコンセプトだけを純粋に取り出すとすれば、自身のスイッチを切る以外にはなにもしない機械、であるといえるだろう。
きわめて近いデザインとして、硬貨を箱に引っ張りこむ「ザ・シング」が挙げられる。この装置は箱に導電性のある硬貨を置くと作動する。箱がうなり、震えて、小さなプラスチックの手がフタを押し上げてゆっくりと現れる。手は硬貨をつかみ取ると、箱の中に引っ込み、フタがバタンと閉じられて「おしまい」である。とはいえこの装置は、厳密にいえば貯金箱のように使うことができるため、役に立たないとも言い切れない。仕掛けとしては、ルーブ・ゴールドバーグ・マシンに近いともいえるだろう。
1949年にシンシナティ大学を卒業し、ポインター・プロダクト社を立ち上げたドン・ポインターによれば、シンプルに自分自身のスイッチをオフにするだけの「リトル・ブラックボックス」を初めてつくって売り出したのは彼である。ポインターはこの箱に硬貨を引っ張り込む機能を追加し、自分の発明品に「ザ・シング」と名付けて「アダムス・ファミリー」のプロデューサーとライセンス契約を結んだ。その後、派生商品として「フェスターおじさんの不思議な電球」を売り出している。リバティ・ライブラリー社のオーナーであり社長のロバート・ホワイトマンも、自分こそが「ザ・シング」の発明者だと主張している（どちらの会社も、後にドクター・スースことセオドア・ガイゼルが著作権について起こした米裁判史上のメルクマール的な訴訟における共同被告となっている）。
インターネット上には、自作の「役に立たない機械」（たいていはマイコン制御の進化版になっている）が動作している様子を録画した動画が無数にアップロードされている。自走して移動することができたりスイッチが複数あったりするような複雑な仕組みを持っている場合もある。「役に立たない機械」は完成品だったりキットの形で発売されており、通販サイトなどで買い求めることができる。

## 現代アートとメディア
2009年、芸術家のデイヴィッド・モイゼスは「究極の機械、あるいはシャノンの手」を発表した。これは彼の説明によれば、この装置に関するクロード・シャノン、マーヴィン・ミンスキー、アーサー・C・クラークの交流を再構成した作品である。
FXのテレビドラマ「ファーゴ」のシーズン3の第3話「無矛盾律」は役に立たない機械をストーリーに取り入れている（劇中劇におけるMNSKYという名前のアンドロイドは、マーヴィン・ミンスキーにちなんでいる）。
また、早稲田大学創造理工学部建築学科では、中谷礼仁教授により、10年以上連続で「役に立たない機械」の製作が課題とされ、学生が様々な作品を提出している。これらの作品のうちいくつかはバラエティー番組「タモリ倶楽部」（テレビ朝日）で複数回にわたって紹介されている（2019年7月26日放送の「早稲田の英知を無駄使い! 役に立たない機械2019」で5回目）。